# 라이언 도노후
라이언 도노후(Ryan Donowho, 1980년 9월 20일 ~ )는 미국의 배우이다.

## 출연 작품
- 배드 밴드 (2018)
- 샐베이션 (2016)
- 캐빈 피버: 페이션트 제로 (2014)
- 엑스터시 나이트 (2014)
- 크로린 (2013)
- 라이츠 오브 패시지 (2012)
- 솔저 오브 포춘 (2012)
- 트랜짓 (2012)
- 블러드 아웃 (2011)
- 헤이티드 (2010)
- 당신 생애 최고의 순간 (2010)
- 앨티튜드 (2010)
- 쿡 카운티 (2009)
- 드림업 (2009)
- 슬립워커스 (2007)
- 더 패시픽 앤 에디 (2007)
- Flakes (2007)
- 페이버 (2006)
- 스트레인저스 위드 캔디 (2005)
- 브로큰 플라워 (2005)
- 가공의 영웅 (2004)
- 세상 끝의 집 (2004)
- 브링잉 레인 (2003)
- 리듬 오브 더 세인츠 (2003)
- 머지 보이 (2003)
- 카 씨프 앤 더 히트 맨 (2001)

### 텔레비전
- The O.C. (2005-06)
- 에이전트 오브 쉴드 (2020)